# Tenomerga kurosawai
Tenomerga kurosawai is een keversoort uit de familie Cupedidae. De wetenschappelijke naam van de soort is voor het eerst geldig gepubliceerd in 1986 door Miyatake.